# Baaora aberranta
Baaora aberranta är en insektsart som beskrevs av Huang och Zhang 2006. Baaora aberranta ingår i släktet Baaora och familjen dvärgstritar. Inga underarter finns listade i Catalogue of Life.